# Kampung Baru (Pematang Sawa)
Kampung Baru is een bestuurslaag in het regentschap Tanggamus van de provincie Lampung, Indonesië. Kampung Baru telt 876 inwoners (volkstelling 2010).